# Азі Асланов (станція метро)
40°22′25″ пн. ш. 49°57′14″ сх. д. / 40.37361° пн. ш. 49.95389° сх. д.
«Азі Асланов» (азерб. Həzi Aslanov) — станція першої лінії Бакинського метрополітену, розташована за станцією «Ахмедли» і є кінцевою.
Станція введена в експлуатацію 10 грудня 2002 року в складі ділянки «Ахмедли» — «Азі Асланов». Отримала свою назву на честь радянського воєначальника, Азі Ахад-огли Асланова.
Станція знаходиться на самій околиці міста в районі селища Ахмедли, недалеко від Зихського шосе; в цьому районі станом на 2008 рік ведеться активне житлове будівництво. Має два виходи, які ведуть у підземні переходи.

## Історія
Будівництво станції «Азі Асланов» почалося в середині 1980-х років. На початку 1990-х років, у зв'язку з розпадом СРСР і в результаті сформованої в республіці ситуації, утворився застій у будівництві комплексу. У 1993 році було дано відповідні доручення про визначення джерел фінансування для продовження будівництва Бакинського метрополітену і про проведення переговорів з метою придбання інвестицій. Однак ці переговори так ні до чого і не привели, і роботи з будівництва станції були припинені майже на 10 років. На початку 2001 року Європейський союз виділив на будівництво 4,5 млн євро, і інтенсивні роботи відновилися. Фінансування ж будівництва тунелів (5,5 млрд манатів) повністю лягло на плечі держави. Основна частина виділених коштів пішла на закупівлю вельми дорогого устаткування і лише менше половини — на саме будівництво.

## Вестибюлі
Станція має два виходи: вихід вперед (південний або східний) до вулиці Худу Мамедова — 2 ескалатори на підйом (праворуч), сходи на вхід, другий вихід (в сторону "Ахмедли"), до вулиці Муххамеда Хаді, — 3 ескалатори. Обидва виходи ведуть в підземні переходи.

## Оздоблення
Характерна особливість станції — квадратні колони, тоді як на більшості інших аналогічних станцій, колони — багатогранні, що наближаються до круглим. Такий собі національний стиль, можливо, асоціативно пов'язаний зі стилістикою перської архітектури, яка і вплинула на створення у колон саме круглих форм, а-ля мінарет.